# Hurt (album grupy Hurt)
Hurt – siódmy album studyjny polskiego zespołu Hurt. Wydawnictwo ukazało się 19 lutego 2013 roku nakładem wytwórni muzycznej My Music.

## Lista utworów
1. Strzeżone Osiedle Świadomości
2. Nie Łamane Przez Tak
3. Najważniejszy Jest Wybuch (Rewolucja)
4. Gęba
5. Dżokej Kowboj
6. Boarobotnik
7. Idzie Mgła
8. Strumień Łaski Specjalnej
9. Natazs
10. Na Szczęście

## Twórcy albumu
- Jacek Smolak - gitara basowa (utwory: 1,2,4,6,8,9,10)
- Piotr "Załęs" Załęski - gitara, gitara basowa (utwory: 3,5,7)
- Igor Boxx - miksowanie
- Kuba Regulski - perkusja
- Agim Dżeljilji - gitara, syntezator, sampler (utwory: 1,4,10)
- Jose Manolo Alban Juarez - perkusja
- Łukasz Cegliński - ukulele (utwory: 3,10)
- Marta Malikowska - śpiew (utwory: 2,8)
- Maciej Kurowicki - śpiew, teksty